# Marco Matta
Marco Matta (Avigliana, 7 gennaio 1964 – Cielo di Podrute, 7 gennaio 1992) è stato un aviatore italiano, sergente maggiore pilota ed osservatore dell'Aviazione dell'Esercito.
Morì nell'eccidio di Podrute abbattuto dal MiG-21 pilotato dall'allora tenente Emir Šišić (oggi Maggiore) della "Jugoslovensko ratno vazduhoplovstvo" (Aeronautica militare federale iugoslava), mentre assieme ai suoi colleghi stava volando a bordo di un AB-205 sui cieli tra Varaždin e Zagabria, estremo nord della Croazia, nei pressi del confine con la Slovenia e l'Ungheria. La squadriglia era impegnata a svolgere missioni per il controllo del cessate il fuoco per conto dell'European Community Monitor Mission (ECMM).
Sull'elicottero abbattuto assieme a lui caddero:
- Enzo Venturini, tenente colonnello pilota, MOVM;
- Fiorenzo Ramacci, maresciallo capo tecnico meccanico, MOVM;
- Silvano Natale, maresciallo capo tecnico meccanico, MOVM;
- Jean-Loup Eychenne,[2] lieutenant de vaisseau (tenente di vascello) della Marine nationale francese.

Nella battaglia aerea rimase coinvolto anche un altro elicottero dell'ALE, che riuscì ad evitare il fuoco jugoslavo e ad atterrare indenne in una radura.
Morì il giorno del suo 28º compleanno.